# Antau
Antau (tyskt uttal: [ˈantaʊ̯]
 ( lyssna), kroatiska: Otava, ungerska: Selegszántó) är en ort och kommun i förbundslandet Burgenland i Österrike. Kommunen har 825 invånare (2024), på en yta av 8,75 km².